# Faro di Bishop Rock
Il faro di Bishop Rock si trova sull'omonimo scoglio lungo 46 metri e largo 16, a 6 chilometri a ovest delle Isole Scilly, nella Contea di Cornovaglia. Bishop Rock (in inglese) è noto in cornico come Men an Eskob e significa scoglio del vescovo. Il faro è gestito da Trinity House, l'Autorità britannica per i fari ed il segnalamento marittimo. È visibile in lontananza dall'isola di St.Agnes.

## Storia
Gli scogli intorno alle isole Scilly causarono in passato numerosi naufragi, tra cui quello, nel 1707, della squadriglia dell'ammiraglio Sir Cloudesley Shovell della Royal Navy, in cui persero la vita circa 2000 persone, di cui 400 costituivano l'intero equipaggio della fregata "Romney". All'epoca la segnalazione degli scogli intorno alle Scilly era affidata al solo faro costruito nel 1860 sull'isola di St.Agnes; la Corporazione di Trinity House decise che ciò era insufficiente, e stabilì di costruire un faro sul pericolo più occidentale, lo scoglio di Bishop Rock.

### Il primo faro
L'ingegnere capo di Trinity House James Walker si oppose alla costruzione di una torre in granito, sostenendo che lo scoglio era troppo piccolo ed esposto alla furia dell'Atlantico: nella zona si stimava, all'epoca, una media di 30 tempeste e Walker dimostrò che la pressione del vento poteva superare le 7000 libbre per piede quadrato (psf), ovvero 3,42 Kgf/cm².
Si decise così di costruire un faro tubolare in ghisa sostenuto da sei piloni (anch'essi in ghisa) avvitati nella roccia granitica, legati tra loro con sbarre di ferro: secondo il progettista, in questo modo le onde sarebbero passate tra i pali offrendo meno resistenza rispetto ad una torre in solida muratura, e quindi senza particolari sollecitazioni meccaniche alla struttura. Nel 1847 vennero stanziate 12.500 sterline dell'epoca e nel 1849 l'edificio, alto 36 metri, fu completato, ad eccezione delle apparecchiature luminose, ma la sera del 5 febbraio una tempesta di eccezionale potenza, che causò danni anche agli abitati delle isole Scilly, spazzò via l'intera struttura.

### Il secondo faro
L'ingegnere Walker, che stava lavorando in collaborazione con Nicholas Douglass e suo figlio James, tornò allora sull'idea di una torre in granito, sul modello del faro di Eddystone costruito da John Smeaton nel 1759. Dopo un attento esame dello scoglio, scelse come sito un punto che avrebbe consentito una base di appoggio di 10 metri di diametro. Lo scoglio era continuamente spazzato dalle onde di superficie ed i blocchi più bassi della muratura dovettero essere posati circa 30 centimetri sotto il livello minimo di marea. Venne costruita una pesante diga provvisoria intorno alla fondazione, dopodiché l'acqua venne pompata fuori per consentire ai muratori di lavorare all'asciutto.
Gli operai furono alloggiati in un isolotto disabitato nelle vicinanze, dove vennero costruite strutture per ospitarli, officine e un deposito; quando le condizioni atmosferiche lo permettevano, raggiungevano il cantiere via mare e tornavano all'isolotto al termine del turno.
I blocchi di granito giungevano dalla terraferma al deposito sull'isolotto, dove venivano numerati e sagomati prima di essere inviati al sito di costruzione; qui i blocchi finiti, del peso variabile tra una e due tonnellate, venivano posati e bloccati su tutti i lati da incastri a coda di rondine, in modo da formare una massa inamovibile.
Proprio a causa del frequente maltempo, i turni di lavoro erano brevi e diradati nel tempo, per cui la costruzione della sola torre richiese ben sette anni. Vennero impiegate 2500 tonnellate di granito, per un costo di 34.560 sterline dell'epoca. La luce fu accesa per la prima volta il 1º settembre del 1858, dopo 11 anni di lavori, ed il faro venne considerato un trionfo dell'ingegneria inglese. L'opera ricevette le lodi del principe consorte del Regno Unito, Alberto di Sassonia-Coburgo-Gotha, marito della regina Vittoria.
Durante una tempesta particolarmente violenta, poco tempo dopo l'inaugurazione, un'onda strappò la campana del segnale da nebbia, pesante 550 libbre, dal suo sostegno sulla "galleria" a 30 metri di altezza. Il 20 aprile 1874 un'altra tempesta si abbatté sulle Scilly: onde di 35 metri si abbatterono sulla torre, facendola ondeggiare pericolosamente; i guardiani temettero il disastro. Con il tempo divennero evidenti i segni di cedimento, poiché i prismi ottici si rompevano a causa dei movimenti della struttura.

### Il terzo faro
Nel 1881 Sir James Douglas effettuò una approfondita ispezione del faro, rilevando gravi danni strutturali. Si decise di avviare lavori di consolidamento e di aumentare l'elevazione di 12 metri; Douglas progettò una nuova torre più alta, che avrebbe inglobato quella esistente, un intervento rivoluzionario per l'epoca.
Il 25 maggio 1883 iniziarono i lavori sotto la guida del figlio William, mentre il vecchio faro continuava a funzionare.
La base venne ulteriormente rafforzata con un enorme muraglione di blocchi di granito che affondava nella roccia e a cui era solidamente imbullonato: le onde vi avrebbero scaricato parte della loro energia prima di colpire il faro.
Per mancanza di spazio non fu possibile costruire impalcature, il che rese più difficoltoso il lavoro, che dovette essere realizzato utilizzando solo corde. La vecchia torre divenne parte strutturalmente collaborante della nuova e la parte in sopraelevazione venne realizzata proseguendo la nuova muratura, con uno spessore medio di circa un metro.
Vennero aggiunte oltre 3.200 tonnellate di granito: al termine dei lavori il peso complessivo della torre, alta 44 metri, era di 5.720 tonnellate ed il costo totale raggiunse le 66.000 sterline. La nuova lanterna fu accesa il 25 ottobre 1887.

### Aggiornamenti recenti
Il faro fu elettrificato nel 1973 ed automatizzato nel 1991; tuttavia fu presidiato fino al 1992. Sopra la lanterna è stata costruita una piattaforma per l'atterraggio degli elicotteri, della portata di 3.600 kg, per agevolare l'accesso ai tecnici che effettuano la manutenzione periodica. Oggi l'accesso al faro avviene esclusivamente per via aerea.
Il 13 giugno 2007 il segnale da nebbia è stato messo fuori servizio.

## Struttura
Si tratta di una torre in blocchi di granito alta 49 metri, sormontata dalla lanterna. L'altezza del piano focale è di 44 metri (144 piedi). La torre appare grigia in quanto non è pitturata, la lanterna e la piattaforma sono dipinte di bianco. La torre ospita i locali dove alloggiavano i guardiani, ora non più utilizzati.

### Segnale ottico
La lampada è elettrica, l'ottica è rotante a lenti iper-radiali, con lunghezza focale di 1320 millimetri.
La caratteristica è di due lampi bianchi in un periodo di 15 secondi.

### Segnale da nebbia
Il segnale da nebbia, non più in uso dal 13 giugno 2007, era un corno con caratteristica di due suoni (uno lungo ed uno corto) in un periodo di 90 secondi.